# Кіттері (переписна місцевість, Мен)
Кіттері (англ. Kittery) — переписна місцевість (CDP) в США, в окрузі Йорк штату Мен. Населення — 4973 особи (2020).

## Географія
Кіттері розташоване за координатами 43°5′24″ пн. ш. 70°44′18″ зх. д. / 43.09000° пн. ш. 70.73833° зх. д. (43.089985, -70.738321).  За даними Бюро перепису населення США в 2010 році переписна місцевість мала площу 9,13 км², з яких 7,20 км² — суходіл та 1,92 км² — водойми.

## Демографія
Згідно з переписом 2010 року, у переписній місцевості мешкали 4562 особи в 2174 домогосподарствах у складі 1110 родин. Густота населення становила 500 осіб/км².  Було 2533 помешкання (277/км²).
Расовий склад населення:
| - 94,7 % — білих - 1,2 % — чорних або афроамериканців - 0,9 % — азіатів - 0,2 % — корінних американців - 0,1 % — вихідців з тихоокеанських островів |

До двох чи більше рас належало 1,9 %. Частка іспаномовних становила 4,1 % від усіх жителів.
За віковим діапазоном населення розподілялося таким чином: 18,2 % — особи молодші 18 років, 64,9 % — особи у віці 18—64 років, 16,9 % — особи у віці 65 років та старші. Медіана віку мешканця становила 38,6 року. На 100 осіб жіночої статі у переписній місцевості припадало 97,3 чоловіків;  на 100 жінок у віці від 18 років та старших — 95,0 чоловіків також старших 18 років.
Середній дохід на одне домашнє господарство  становив 67 495 доларів США (медіана — 52 229), а середній дохід на одну сім'ю — 84 815 доларів (медіана — 74 153). Медіана доходів становила 54 792 долари для чоловіків та 32 287 доларів для жінок. За межею бідності перебувало 5,0 % осіб, у тому числі 8,0 % дітей у віці до 18 років та 5,8 % осіб у віці 65 років та старших.
Цивільне працевлаштоване населення становило 2464 особи. Основні галузі зайнятості: освіта, охорона здоров'я та соціальна допомога — 24,9 %, роздрібна торгівля — 17,8 %, науковці, спеціалісти, менеджери — 16,0 %.